# Agent 007 med rätt att döda
Agent 007 med rätt att döda (originaltitel: Dr. No) är en brittisk actionfilm från 1962, den första i James Bond-filmserien, och den första med Sean Connery i rollen som den brittiske underrättelseagenten James Bond. Filmen baseras på Ian Flemings bok Döden på Jamaica (1958), med manus skrivet av Richard Maibaum, Johanna Harwood och Berkeley Mather. Den regisserades av Terence Young och producerades av Harry Saltzman och Albert R. Broccoli, som samarbetade med Bond-serien ända till 1975. Premiären ägde rum den 5 oktober 1962.
I filmen sänds James Bond till Jamaica för att undersöka om en brittisk agent blivit dödad. Spåren leder honom till ön Crab Key där superskurken Doktor Julius No bor. Bond avslöjar och hindrar Dr Nos plan att störa amerikanska rakettester vid Cape Canaveral.
Filmen blev en ekonomisk och biobesöksmässig succé, och lade grunden till den filmserie som fortsätter än i dag. Redan i Agent 007 med rätt att döda skapades flera av de teman och inslag som blivit kännetecken för James Bond-filmerna, till exempel Maurice Binders inledningssekvens där Bond syns genom en pistolmynning, och det välkända musiktemat komponerat av Monty Norman och John Barry. Filmmanuset följer troget boken med bara några få förändringar, till skillnad från de flesta senare filmer. Regissören Terence Young var en entusiastisk Fleming-läsare och ville överföra det bästa från böckerna till filmduken.

## Handling
På brittiska kolonin Jamaica i Västindien blir  örlogskaptenen John Strangways och hans sekreterare mördade av tre män. När radiokontakten bryts med Storbritannien blir underrättelsetjänstens chefer misstänksamma och Agent 007 beordras dit av sin chef "M". Under täckmanteln att han är anställd för Universal Exports flyger Bond beväpnad med det nya standardvapnet, en Walther PPK-pistol, till Jamaica för att undersöka britternas försvinnande. Han ska också utreda om det har något att göra med störningarna av de amerikanska raketuppskjutningarna vid Cape Canaveral.
Genom guvernör Pleydell-Smith och general Potter, som ofta spelade kort med Strangways, får Bond veta att Strangways brukade anlita en man vid namn Quarrel för att guida honom på fisketurer. Bond söker upp Quarrel, som först är ovillig att samarbeta eftersom han är osäker på Bonds lojalitet. Efter att Bond klarar sig undan en knivattack från Quarrel och hans vän intygar CIA-agenten Felix Leiter att Bond är från den brittiska underrättelsetjänsten.
När Bond undersöker Strangways hem hittar han ett kvitto från professor Dent. Han har hjälpt Strangways att analysera stenprover från Crab Key, en ö i närheten där det sägs bo en drake. Dent hävdar att proverna bara innehöll vanlig pyrit, men Bond kommer snabbt fram till att de är radioaktiva. Dent är egentligen hantlangare till Dr Julius No, den ondsinte skurk som bor på Crab Key, och har beordrats att döda Bond. Han försöker först göra det genom att släppa in en spindel i Bonds bungalow, men när det inte fungerar mutar Dent guvernörens sekreterare Miss Taro att locka Bond till sitt hem. Men den redan misstänksamme Bond förstör Dents plan och dödar honom kallblodigt efter att ha fått veta att Strangways har mördats.
Bond och Quarrel åker ut till Crab Key, där de efter en natts sömn möter snäckskalssamlaren Honey Ryder iförd bikini. Snart jagas de tre av beväpnade män och tvingas fly in i djungeln, där de bland annat gömmer sig under vatten och andas genom bamburör. De jagas ända till gryningen, då Quarrel bränns levande av Dr No:s "drake", ett eldsprutande fordon, medan Bond och Honey tillfångatas.
Efter att ha blivit sanerade från radioaktiv strålning i öns högkvarter blir de inlåsta i ett lyxigt gästrum där de får vänta på middag med Dr No. Under middagen berättar Dr No att han förlorat sina bägge händer och i stället använder två kraftiga metallproteser. Han berättar också att han är en del av organisationen S.P.E.C.T.R.E., och att han är där för att störa de amerikanska raketuppskjutningarna på Cape Canaveral.
När middagen är klar blir Bond torterad av Dr No:s hantlangare och inlåst i väntan på förhör. Men innan förhören rymmer han från sin cell och överbelastar kärnreaktorn som ger ström till skurkens komplex. Under ett slagsmål på en plattform i mitten av reaktorn får Bond ner Dr No på en hiss som sänks ner i reaktorns överhettade kylvatten, där han drunknar. Bond flyr sedan med Honey i en båt, samtidigt som hela högkvarteret förstörs i en våldsam explosion. Båtmotorns bränsle tas slut, men de båda hämtas snart av sina allierade. Under bogseringen knyter Bond loss repet till båten och kysser passionerat Honey.

## Skådespelare
- Sean Connery - James Bond
- Ursula Andress - Honey Rider (röst av Nikki van der Zyl och sångröst av Diana Coupland)
- Joseph Wiseman - Doktor Julius No
- Jack Lord - Felix Leiter
- Eunice Gayson - Sylvia Trench
- Bernard Lee - M: Den strikta chefen för den brittiska underrättelsetjänsten. Han skickar Bond till Kingston för att undersöka John Strangways försvinnande. Lee återkommer i ytterligare tio av de officiella Bond-filmerna.[2]
- Lois Maxwell - Miss Moneypenny: Hennes första av 14 framträdanden i rollen som M:s sekreterare.[3]
- Peter Burton - Major Geoffrey Boothroyd: Chefen för Q-branch hämtas in av M för att byta ut Bonds Beretta mot en Walther PPK-pistol. Detta är en av bara fyra filmer där Desmond Llewelyn inte har rollen som Q.[4]
- Anthony Dawson - Professor R.J. Dent
- John Kitzmiller - Quarrel
- Zena Marshall - Miss Taro
- Timothy Moxon - John Strangways (röst av Robert Rietty)

## Produktionen

### Bakgrund
Redan i slutet av 1950-talet försökte filmproducenten Albert R. Broccoli övertyga sin kollega Irvin Allen att de skulle göra Bond till film. Ett möte mellan Allen och Ian Fleming slutade dock katastrofalt när Allen hävdade att böckerna inte ens var tillräckligt bra för att användas till tv. Genom manusförfattaren Wolf Mankowitz kom Broccoli senare i kontakt med Harry Saltzman, som för 50 000 dollar köpt option på James Bond-böckerna under sex månader. Broccoli försökte köpa rättigheterna, men när Saltzman vägrade sälja inledde de i stället ett samarbete. De tog kontakt med filmbolagen Columbia och United Artists, och skrev slutligen kontrakt med United Artists om att producera en första film som skulle ha premiär 1962. Saltzman och Broccoli skapade två bolag: Danjaq (från deras respektive fruar Dana och Jaqui) som rättighetsinnehavare till filmerna och EON Productions för produktionen.
Producenterna erbjöd Guy Green, Guy Hamilton och Ken Hughes att regissera filmen, men de tackade alla nej. Till slut skrev de kontrakt med Terence Young som regissör. Producenterna trodde att Young kunde sätta en egen prägel på James Bond, men ändå överföra det viktiga från karaktären i böckerna till film. Young arbetade fram många av karaktärernas kännetecken som sedan har fortsatt genom hela Bond-serien. Från början var Åskbollen tänkt att bli den första Bond-filmen, men på grund av en juridisk strid med Kevin McClory valde man i stället Agent 007 med rätt att döda.

### Jakten på den rätta Bond
Sökandet efter rätt James Bond-skådespelare tog lång tid. Eftersom Ian Flemings Bond-böcker inte var speciellt välkända i början av 60-talet sökte producenterna inledningsvis efter en redan populär skådespelare till huvudrollen. Bland annat Cary Grant var först intressant för rollen, men han valdes bort eftersom han troligen bara ville spela in en film. Dessutom ska han själv ha känt sig för gammal, 58 år, för att spela rollen. Bland andra skådespelare som var aktuella fanns Patrick McGoohan (efter sina porträtt av spionen John Drake i TV-serien Ett fall för John Drake), James Mason och David Niven (som senare spelade Bond i den inofficiella versionen av Casino Royale från 1967).

Det finns flera mer eller mindre osäkra uppgifter om vem Ian Fleming personligen helst skulle se i rollen som Bond. Enligt bland annat Broccolis självbiografi When The Snow Melts ska hans favorit ha varit Roger Moore efter att han sett honom som Simon Templar i tv-serien Helgonet. Det faktum att serien inte började sändas i Storbritannien förrän en dag innan premiären av Agent 007 med rätt att döda talar dock emot det. Moore valdes senare att spela James Bond i Leva och låta dö.
Till slut tipsade producenten Ben Fish sin vän Harry Saltzman om att Sean Connery skulle passa bra som Bond. Han var en relativt okänd skådespelare på den tiden, men efter att ha sett Connerys film Darby O'Gill and the Little People blev Albert R. Broccoli och Harry Saltzman övertygade. Connery kontrakterades för att spela Agent 007 i fem filmer. I flera Bond-biografier finns beskrivet att Connery vann rollen genom en tävling. Det stämmer inte, även om det fanns en tävling där man letade efter en perfekt James Bond. Sex finalister blev uttagna bland de tusen sökande och fick provspela för Broccoli, Saltzman och Fleming. Vinnaren Peter Anthony, en 28-årig modell, visade sig dock inte klara av rollen.
Sean Connery hade en enkel arbetarklassbakgrund och gick sällan klädd i skjortor och kostym. Han behövde därför öva för att identifiera sig med den världsvane och elegante James Bond. Regissören Terence Young var mer belevad och hjälpte Connery. Han tog bland annat med skådespelaren till sin egen skräddare och lärde honom att bära fina skjortor och kostymer.

### Inspelning
Filmens budget var cirka 1 miljon amerikanska dollar. Filmens utspelar sig i London i Storbritannien, i Kingston på Jamaica, och på den fiktiva ön Crab Key utanför Jamaica. Många scener filmades på plats på Jamaica under en sju veckor lång inspelningsperiod på plats mitt under turistsäsongen, främst utomhusscenerna på Crab Key och i Kingston. De flesta inomhusscener i Dr No:s högkvarter och den brittiska underrättelsetjänstens högkvarter filmades under fyra veckor i Pinewood Studios utanför London. En majoritet av scenerna i senare Bond-filmer har spelats in i samma studio.

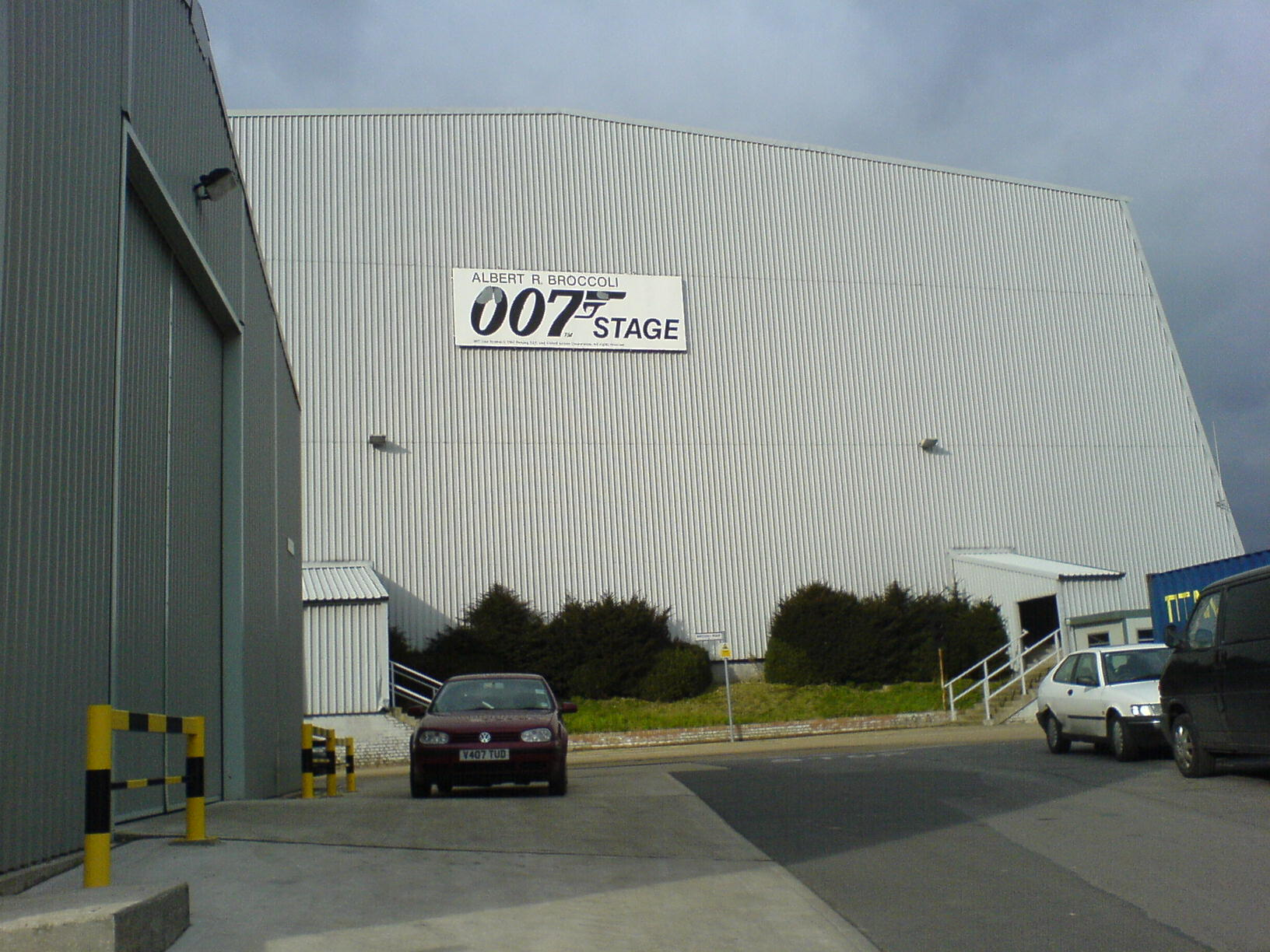
Pinewood Studios i London där de flesta inomhusscener filmades.

Efter att ha blivit rekommenderad av sin vän Ian Fleming hjälpte Chris Blackwell regissören att hitta lämpliga inspelningsplatser på Jamaica. Den berömda scen där Honey kommer sjungande upp från havet iklädd bikini spelades till exempel in på en privat tomt ägd av Minnie Simpson. En betydligt mindre trevlig inspelningsplats för filmteamet var träsket där Bond, Honey och Quarrel skulle jagas av en "eldsprutande drake", en ombyggd traktor. Marken var sank och alla i produktionen blev ständigt bitna av myggor.
Samtidigt som man spelade in på Jamaica förberedde scenografen Ken Adam studion i London. Han hade ett eget formspråk och byggde upp de oförglömliga kulisserna till bland annat Dr No:s högkvarter. Ett exempel är det respektingivande rum där Dr No ger professor Dent instruktioner, ett helt vitt rum med bara en stol och ett bord, med ett gallerfönster i taket som ger dramatiska skuggor. För att bygga upp laboratoriet kring Dr No:s kärnreaktor lånade Ken Adam utrustning från olika brittiska forskningsföretag. All utrustning var värd runt 275 000 dollar, en mycket stor summa på den tiden. När Bond och Dr No vid inspelningen skulle slåss vid kärnreaktorn fanns hela tiden tekniker på plats för att skydda den dyrbara utrustningen.

### Efterproduktion
När filmen skulle redigeras gick filmklipparen Peter Hunt delvis emot gängse regler. Han skapade på så vis ett högre tempo och en mer spännande rytm i filmen. Efter att ha hört det färdiga James Bond-musiktemat valde han att lägga på det nästan varje gång det hände något i filmen. I efterhand har kompositören Monty Norman uttryckt förvåning över hur mycket låten användes i filmen.
Under arbetet med filmens inledningssekvens fick Maurice Binder idén om den numera klassiska Bond-vinjetten. Pistolmynningen som följer Bond innan han skjuter mot kameran är filmad genom en riktig pistolpipa med hjälp av en minikamera. Sekvensen har följt med i alla Bond-filmer. I Agent 007 med rätt att döda är det inte Sean Connery som skjuter mot kameran, utan hans stuntman Bob Simmons.

## Skillnader och likheter mellan bok och film
Agent 007 med rätt att döda är baserad på Ian Flemings bok Döden på Jamaica. Filmen följer också boken troget med några få förändringar, till skillnad från de flesta andra filmer i James Bond-serien, delvis beroende på att regissören Terence Young var en entusiastisk läsare av Flemings böcker.
Flera händelser i boken saknas i filmen, bland annat Bonds slagsmål med en gigantisk bläckfisk, och Bonds och Honeys flykt från Dr No:s högkvarter i "metalldraken". Annat har ändrats, till exempel en tusenfoting har bytts ut mot en giftig spindel för att döda Bond, Dr No:s täckmantel har ändrats från ett legitimt guanobrott mot en bauxitgruva, Dr No:s plan att störa USA:s missiltester på Turksöarna har bytts mot en plan att störa Nasas raketuppskjutningar på Cape Canaveral. Bland förändringarna märks också att Sovjet har bytts mot skurkorganisationen S.P.E.C.T.R.E., och sättet Dr No dör på: från att han blir begravd under guano till att han drunknar i en radioaktiv pool vid kärnreaktorn.
Vissa ingredienser finns med i filmerna, men inte i böckerna, bland annat: presentationen av Bond i kasinot, Bonds semireguljära flickvän Sylvia Trench, slagsmålsscenen med chauffören, Dr No:s hantlangare professor Dent, och Bonds kontroversiella dödande av Dent där han kallblodigt skjuter honom med flera skott. Dessutom finns en humor i filmen som inte finns i böckerna, där Bond drar sina numera berömda oneliners, ofta i lätt makabra situationer.

### Återkommande teman
För producenterna stod det redan från början klart att Agent 007 med rätt att döda skulle bli den första i en lång serie av filmer. Många återkommande teman, kännetecken och detaljer som numera associeras starkt med James Bond-filmerna finns med redan i denna första. Bland annat märks musiktemat, vinjetten med pistolmynningen, Bondbrudar, ambitiösa skurkar, hantlangare, den kriminella organisationen S.P.E.C.T.R.E. och Bonds signaturvapen Walther PPK.
Den artige och sofistikerade James Bond introduceras också, men allt från hans klassiska presentation ("Bond, James Bond"), till hans smak för vodka martini ("skakad, inte rörd"), ständiga flörtande med miss Moneypenny, kvinnointresse, vapenintresse, och förmåga att i slutscenen hamna ensam med bruden. Dessutom märks den ofta upprepade kopplingen mellan Bond-serien och amerikanska rymdprogram, i det här fallet Mercuryprogrammet, senare med Geminiprogrammet i Man lever bara två gånger, Apolloprogrammet i Diamantfeber, och rymdkapseln i Moonraker. Dessutom finns flera filmer med fiktiva satellitprogram, bland annat Diamantfeber, Goldeneye, Tomorrow Never Dies och Die Another Day.
Men Agent 007 med rätt att döda skiljer sig också på vissa punkter från de senare filmerna. Filmen innehåller mer rått våld och kallblodigt dödande, som det när James Bond skjuter professor Dent till döds med extra skott i ryggen trots att han redan är död. Just den scenen var mycket kontroversiell och har stoppats i vissa länders censur. Det är också få tekniska prylar med i filmen, så i stället måste Bond lita på sina nävar och sin intelligens. Han använder till exempel ett hårstrå och vanligt puder för att se om något brutit sig in i hans bungalow. Prylarna i de senare filmerna var ett sätt att lägga band på det råa våldet och göra filmerna mer familjeanpassade.
Flera idéer i Agent 007 med rätt att döda var tänkta att bli återkommande inslag i senare filmer, men blev aldrig det. Bland annat skulle Sylvia Trench komma tillbaka i varje film och alltid bli besviken när Bond tvingas lämna henne för olika uppdrag. Tanken släpptes redan efter Agent 007 ser rött, men karaktären är ändå den enda Bondbrud som har varit med i två filmer.

## Musik
I Agent 007 med rätt att döda introducerades James Bond-temat, en calypsomedley som upprepades filmen igenom. Musiken skrevs i original av Monty Norman, men han fick hjälp med arrangemanget av John Barry (som har skrivit musik till elva Bond-filmer). Det har varit flera rättsliga tvister kring vem som äger rättigheten till kompositionen, senast 2001. John Barry hävdade vid den rättegången att han själv skrivit stycket, men Norman har vunnit alla juridiska strider.
Andra välkända låtar i filmen är Bouyons "Jump Up" som spelades i bakgrunden, och den traditionella jamaicanska calypson "Underneath the Mango Tree" sjungen av Diana Coupland, som dubbade Honey Ryders sångröst, när hon kom upp från havet på Crab Key.

## Kläder
Terence Young ville etablera James Bond's utseende för filmerna, och därför blev garderoben i Dr. No den viktigaste i hela filmserien. Det var delvis en tolkning på hur Ian Fleming klädde Bond i original-novellerna men i kombination med Terence Youngs egen stil. Han valde bland annat sin egen skräddare Anthony Sinclair för Sean Connery's klädsel, även en del skjortor från Turnbull & Asser som var en av Terence favoriter.
Det var även i Dr No som "Bond-klockorna" introducerades, och Sean Connery hade på sig en Rolex Submariner. Produktionsteamet hade inte råd att köpa en klocka till Connery, istället lånade regissören Terence Young ut sin personliga klocka för filmen.

## Premiär och mottagande
Agent 007 med rätt att döda hade premiär i London Pavilions biograf i Storbritannien den 5 oktober 1962. Filmen fick ett blandat mottagande från kritikerna, där några ansåg att den innehöll onödigt mycket sex och våld, och andra avfärdade filmen som inget mer än underhållning utan riktigt betydelse. Vatikanen gick till hårt angrepp mot filmen och kallade den "en farlig mix av våld, vulgaritet, sadism och sex." Kritikerna var även splittrade kring Sean Connerys insats som Bond. Vissa hyllade honom för hans stil i rollen, andra tyckte han inte kändes tillräckligt säker och rolig. The Times skrev den 5 oktober 1962 att "kanske kan Mr Sean Connery med övning få en bättre känsla för rollen än den han visar här". The Hollywood Reporter hyllade däremot Connery för hans insats och skrev den 15 mars 1963 att han "borde bli en stark favorit bland män såväl som kvinnor". Under åren som följde blev filmen allt mer populär bland både kritiker och fans. Agent 007 med rätt att döda hade premiär i Sverige ett drygt halvår efter Londonpremiären, den 29 april 1963, och i USA ytterligare några dagar senare, den 8 maj 1963.
Filmen hade en budget på en miljon dollar. Bara biointäkterna gav 16 067 035 dollar i USA och 59 600 000 dollar i hela världen, vilket innebar en ekonomisk succé. Agent 007 med rätt att döda och de efterföljande filmerna gjorde också att Ian Flemings bokförsäljning tog rejäl fart. Mellan 1960 och 1964 tiofaldigades Flemings förtjänster. 1960 såldes 115 000 inbundna böcker i Storbritannien, 1962 såldes 232 000 och 1964 hela 530 000 böcker. Förlaget hade inte väntat sig den stora ökningen och när producenten Harry Saltzman i ett tidigt skede föreslog att företaget skulle trycka ytterligare 500 000 kopior skrattade förläggarna bara åt honom.
Snart blev repliken "Bond... James Bond" en av de mest kända i världen. Den har flera gånger blivit framröstad som en av de bästa replikerna i filmhistorien, bland annat under 2005 som den 22:e bästa enligt American Film Institute.

### Recensioner av filmen
| ”                                           | Som filmfigur har Bond vandrat outnyttjad länge, vilket kanske beror på att han löser internationella konflikter med metoder som inte är censurvänliga. När han nu debuterar sker det dock för full orkester – skotten knallar, brudarna faller övermogna vid hans fötter. | „ |
| – Lasse Bergström, Expressen, 30 april 1963 | |   |

| ”                                           | Det är ondskefullt publikfrieri, skickligt skapat för att tilltala biobesökarnas mest primitiva känslor. Filmen utspelar sig i Västindien och har mörka rasistiska undertoner. Alla onda män utom en är svarta eller kineser. /.../ Den vältrar sig inte, som skräckfilmer gör, i blod och tortyr och långsam död. Den går ett steg längre – genom att be publiken ta sådant som självklart, med ett skratt, när än den hånfulle Mr Bond drar ett nytt skämt. | „ |
| – Nina Hibbin, Daily Worker, 6 oktober 1962 | |   |

| ”                                | Det första filmäventyret med Ian Flemings slagkraftige, orädde, orubblige, kvinnoälskande underrättelseagent 007, James Bond, är ett underhållande stycke publikfrieri med glimten i ögat. Sean Connery spelar en kall, orädd och alert underrättelseagent. Terence Young regisserar i ett tempo som bara halkar efter ibland. | „ |
| – Rich, Variety, 17 oktober 1962 | |   |

| ”                                                  | Det är strängt taget en glittrig action-thriller, spetsad med en viss mystik. Och är du smart ser du det som en parodi på science-fiction och sex. Mr Bonds äventyr är så överdrivna, så tydligt påhittad, att det blir uppenbart löjligt och inte går att tro på. /.../ Men det är inte mysteriet som underhåller dig, utan det som händer längs vägen. Och det är allt som sker i de underbara jamaicanska miljöerna, verklighetstrogna och lockande i färg, som gör att den här lekfulla brittiska filmen rekommenderas. | „ |
| – Bosley Crowther, The New York Times, 30 maj 1963 | |   |

## Serieversion
Agent 007 med rätt att döda blev adapterad 1960 till tecknad serie av John McLusky.